# Ruta de la sal

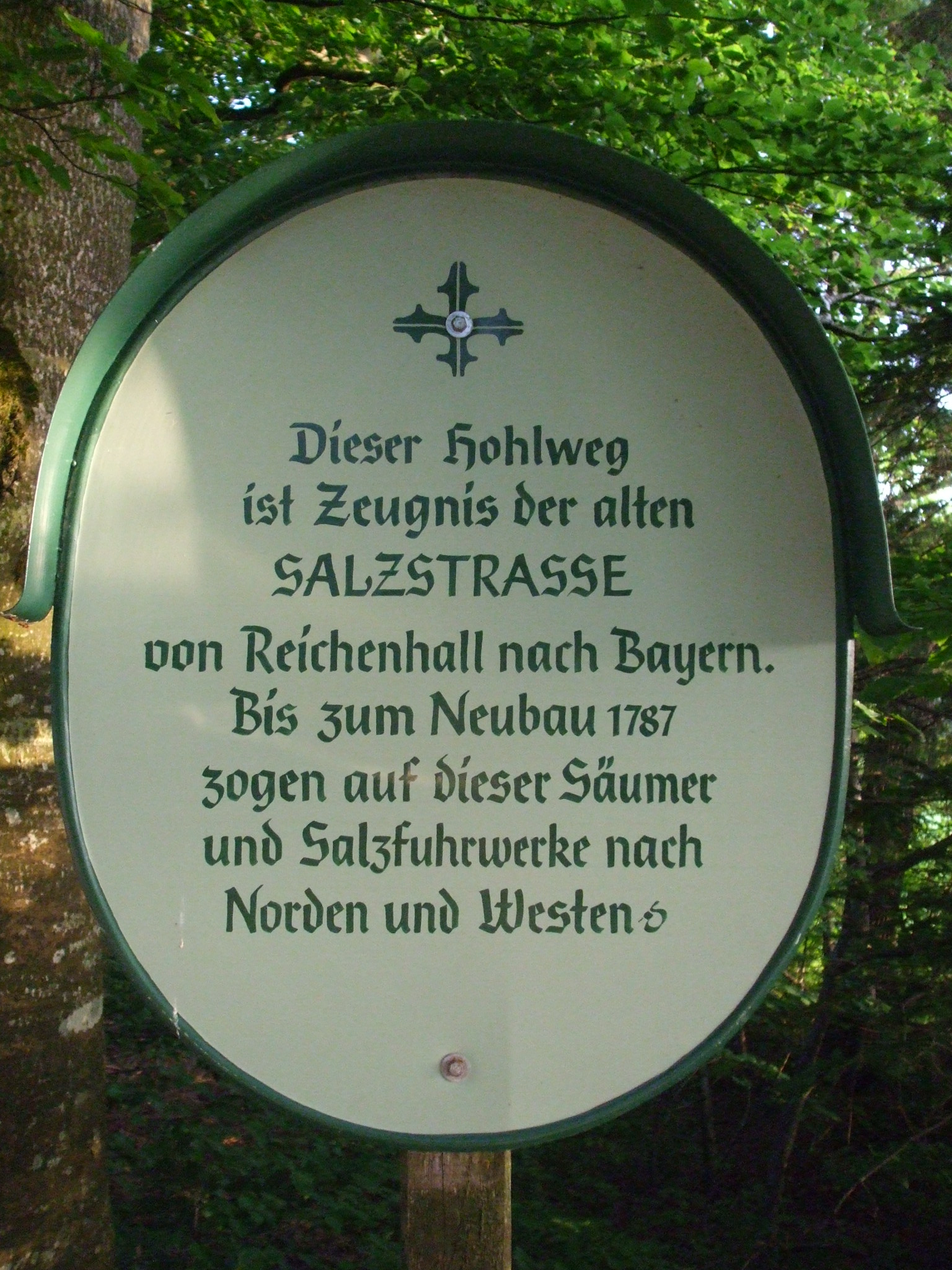
Ruta de la sal en Baviera.

Una ruta de la sal (también llamado camino de la sal) es cualquiera de las rutas comerciales  prehistóricas o  históricas por las cuales se transportaba la sal hacia regiones que carecían de ella (véase Historia de la sal).
A partir de la Edad de Bronce (en el II milenio a. C.) hicieron su aparición rutas fijas de trashumancia, tales como los drailles ligures que conectaban a la zona marítima de Liguria con los alpages, mucho antes de que se construyeran caminos a propósito por medio de los cuales las regiones ricas en sal le proveían de sal a las que carecían de ella.

## Caminos
La Via Salaria era una antigua calzada romana en Italia. Iba desde Roma (desde la Porta Salaria en las murallas Aurelianas) hasta Castrum Truentinum (Porto d'Ascoli) sobre la costa del Adriático - una distancia de 242 km. Una ruta moderna con este nombre, parte de la autopista SS4, va por 51 km desde Roma a Osteria Nuova.
La Antigua ruta de la sal, que cubría unos 100 km, era una ruta medieval que unía Lüneburg con el puerto de Lübeck (ambos en  Alemania), que precisaba más sal que la que era capaz de producir. Lüneburg, mencionado por primera vez en el siglo X, vio crecer su riqueza gracias a los salares que rodeaban el poblado.  La sal era enviada a través de Lauenburg, a Lübeck y desde allí era suministrada a toda la costa del mar Báltico. Lüneburg y su comercio de sal fueron factores importantes de poder en la Liga Hanseática. Luego de un prolongado período de prosperidad, su importancia declinó hacia el 1600. La última de las minas de sal fue cerrada en 1980, con lo que concluyó una tradición que se extendió por mil años.
En Francia, la ruta de la sal era mucho más extensa que un mero trasvasamiento entre ríos navegables. La sal descargada en los puertos de Niza y Ventimiglia podía transportarse por dos rutas de sal que se alejaban de la costa, desde Niza hacia el valle Vésubie, vía Saint-Martin-Vésubie al comienzo del valle, o desde Ventimiglia tierra adentro por el valle de Roya, por sobre el Paso de Tenda y hacia el Piedmont.
En Etiopía los bloques de sal denominados amoleh, eran tallados de los macizos de sal de la depresión de Afar, especialmente en cercanías del Lago Afrera, y luego transportados a lomo de camello hacia el oeste a Atsbi y Ficho en las tierras altas, donde los comerciantes lo distribuían por el resto de Etiopía, llegando por el sur hasta el Reino de Kaffa.